# Вороги (фільм)
«Вороги» — російсько-білоруський кінофільм режисера Марії Снігової, що вийшов на екрани в 2007.

## Зміст
Події відбуваються в Білорусі в розпал фашистської окупації. Прості селяни вчаться виживати, не викликаючи невдоволення німецьких солдатів, а ті, в свою чергу, намагаються знайти спільну мову з місцевими. Але конфлікти неминучі. Десятирічного сина Наталі затримують при спробі підірвати залізничне полотно, а її єдиним шансом врятувати дитину залишається звернення до коменданта з проханням про помилування.

## Ролі
| Актор             | Роль |
| ----------------- | ---- |
| Юлія Ауг          | -    |
| Геннадій Гарбук   | -    |
| Алеся Пухова      | -    |
| Зінаїда Зубкова   | -    |
| Денис Тарасенко   | -    |
| Іван Мацкевич     | -    |
| Олег Ткачов       | -    |
| Андрій Гладкий    | -    |
| В'ячеслав Павлють | -    |
| Аксель Шрик       | -    |

## Знімальна група
- Режисер — Марія Снігова
- Сценарист — Марія Снігова
- Продюсер — Олексій Учитель
- Композитор — Павло Карманов